# Cosmos: A Space-Time Odyssey
Cosmos: una odissea de l'espaitemps (en anglès Cosmos: A Space-Time Odyssey) és una sèrie documental de divulgació per televisió, continuació de Cosmos: un viatge personal, que va ser presentada per Carl Sagan el 1980. El seu presentador és Neil deGrasse Tyson i els productors executius són Seth MacFarlane i Ann Druyan, la vídua de Sagan, els quals van ser co-guionistes de la sèrie original. Es va estrenar el 9 de març de 2014 simultàniament a través de tots els canals de Fox International Channels.

## Capítols

### «Standing Up in the Milky Way»

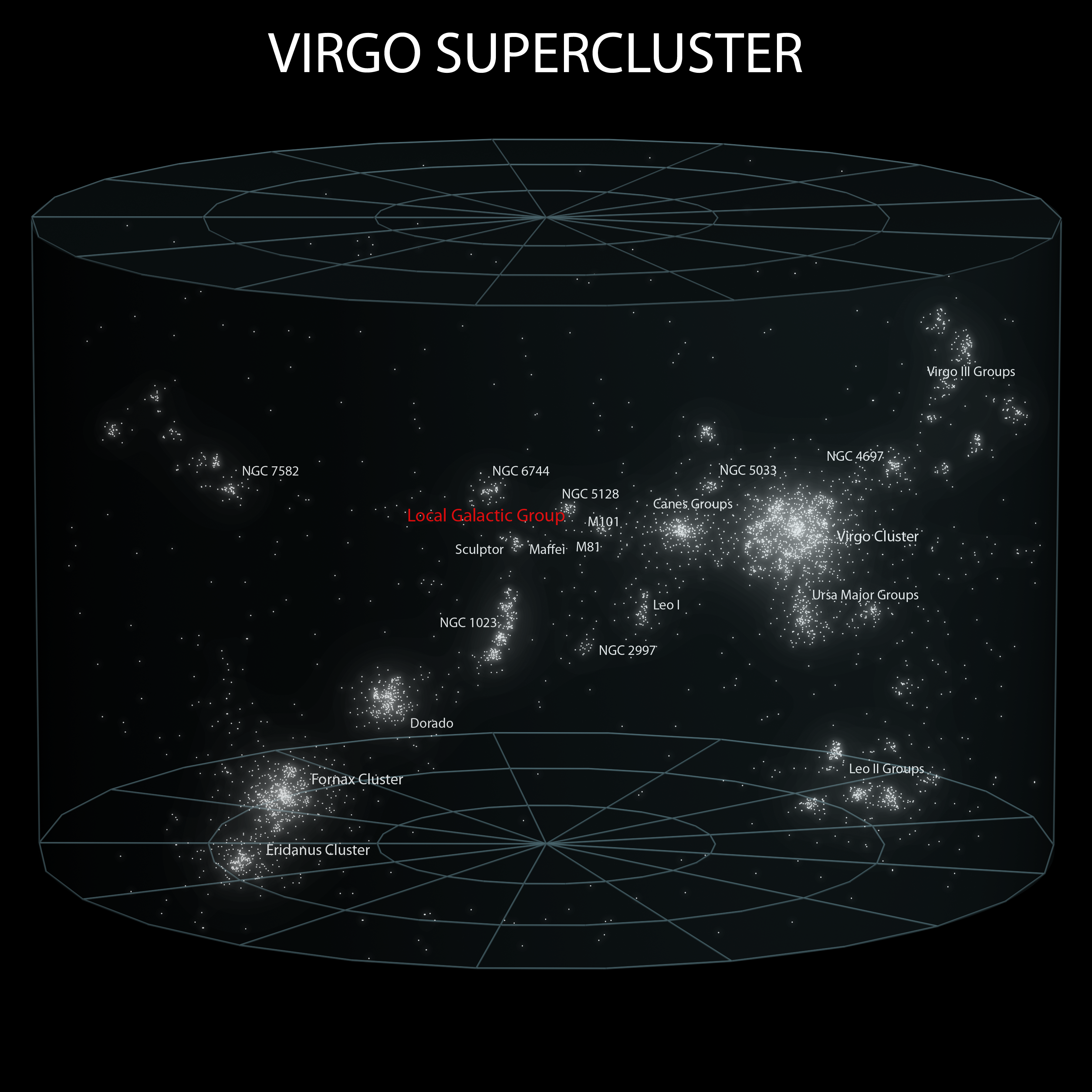
Posició del grup local de la nostra galàxia en el supercúmul de la Verge

Mostra on està situada la Terra dins el supercúmul de la Verge, explica la lluita de Giordano Bruno contra el geocentrisme, explica el calendari còsmic que va popularitzar Carl Sagan i recorda com el científic el va inspirar en la seva carrera.

### «Some of the Things That Molecules Do»

Representació de la diversitat d'espècies amb l'arbre de la vida

Explica l'evolució, amb exemples de selecció artificial com la que va donar origen als gossos, i de selecció natural com la dels ossos polars. Mostra com funcionen l'ADN, els gens i les mutacions, i com aquestes van portar a la diversitat d'espècies existents, il·lustrades per l'arbre de la vida.
Descriu l'extinció de les espècies i les cinc extincions massives que van acabar amb gran part de les espècies, però no amb altres com el tardígrad que encara continua existint.
Especula sobre la possibilitat d'existència de vida en altres planetes, com Tità, una lluna de Saturn, i el possible origen de la vida a la Terra per l'abiogènesi.

### «When Knowledge Conquered Fear»

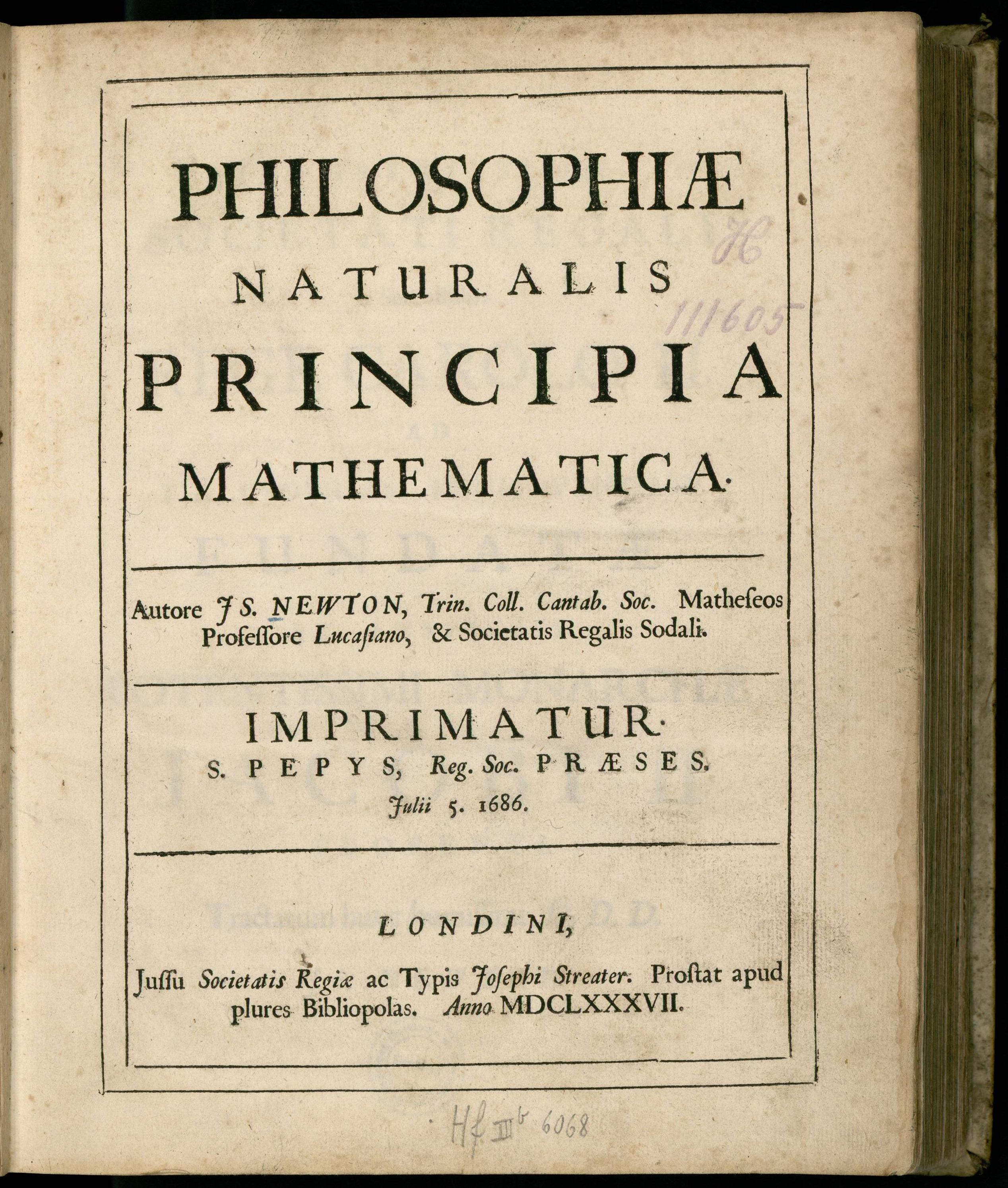
Primera pàgina del Principia Mathematica d'Isaac Newton

Descriu com el reconeixement de patrons es va manifestar en les primeres civilitzacions, utilitzant l'astronomia i l'astrologia per predir les estacions, i com el pas d'un cometa molts cops es considerava un senyal. Explica que l'origen dels cometes no va ser conegut fins que al segle xx, quan Jan Oort va postular la hipòtesi del núvol d'Oort
Explica la col·laboració entre Edmond Halley i Isaac Newton de la qual resultà la publicació de Philosophiæ Naturalis Principia Mathematica, que fou el primer treball important en descriure les lleis físiques en termes matemàtics.
Tyson then continues to relate the collaboration between Edmond Halley and Isaac Newton in the last part of the 17th century in Cambridge.

### «A Sky Full of Ghosts»
Tyson explica la naturalesa de la velocitat de la llum i que gran part del que es veu de l'univers observable prové de la llum irradiada fa milers de milions d'anys. Explica com l'astronomia moderna ho ha utilitzat per identificar el big-bang i l'edat de l'univers.

Representació del disc d'acreció d'una estrella binària

Explica com els treballs d'Isaac Newton, William Herschel, Michael Faraday i James Clerk Maxwell van contribuir a entendre la naturalesa de les ones electromagnètiques i de la força de gravetat, i com això va portar fins a la Teoria de la Relativitat d'Albert Einstein que diu que la velocitat de la llum és una constant fonamental de l'univers, i que la gravetat es pot veure com una distorsió de l'espaitemps. Tyson explica el concepte de les estrelles negres, postulades per John Michell, que no són visibles però són detectables per altres estrelles atrapades pel seu pou gravitacional, una idea que Herschel va utilitzar per descobrir les estrelles binàries.
Tyson explica la naturalesa dels forats negres i la seva enorme força gravitacional que pot capturar fins i tot la llum. Amb la Nau de la imaginació s'apropa a l'horitzó d'esdeveniments i postula el replegament de l'espaitemps i la possibilitat que ens puguin portar a altres punts del nostre univers, o d'altres, o fins i tot viatjar en el temps.

### «Hiding in the Light»

Representació de les línies de Fraunhofer

Aquest episodi explora la teoria de la llum com a ona, destacant que la llum ha tingut un paper important en el progrés científic, amb experiments de fa 2000 anys amb la càmera obscura del filòsof xinès Mozi. Descriu que els treballs del científic àrab Ibn al-Haytham, al segle xi, van ser dels primers a postular la naturalesa de la llum i l'òptica, portant al concepte del telescopi, i també va ser un dels primers investigadors a emprar el mètode científic.
Isaac Newton va demostrar que la llum estava composta per l'espectre visible, utilitzant l'efecte de dispersió amb un prisma, i descobriments de William Herschel mostraven que la llum també consistia en rajos infrarojos. Més tard, Joseph von Fraunhofer, ampliant l'espectre de la llum visible va descobrir que s'observaven espais buits. Aquestes línies de Fraunhofer estaven determinades per l'absorció de la llum per electrons que es movien entre orbitals atòmics, i cada tipus d'àtom té la seva pròpia signatura, a causa de la naturalesa quàntica d'aquests orbitals. Aquests descobriments van permetre als astrònoms conèixer la composició d'estrelles i planetes mitjançant les seves línies espectrals, i també observar el moviment i l'expansió de l'univers i l'existència de la matèria fosca.
En aquest episodi, deGrasse també explora la bellesa de les ones sonores i com es poden representar visualment, remarcant la diferència entre escoltar el so i veure’l.                                                                                                               S'hi explica que la longitud dels tubs d’orgue influeix en el to del so que produeixen. Els tubs més curts fan sons amb freqüències més altes, mentre que els tubs més llargs creen sons amb freqüències més baixes.                                         Introdueix el concepte de longitud d’ona, que és la distància entre dues ones consecutives, i com això està relacionat amb el to.                                                                                                                                                                                             A més, es parla de la importància d’un medi, com l’aire o l’aigua, perquè les ones sonores es puguin desplaçar, comparant-ho amb les ones de llum, que poden viatjar pel buit.                                                                                                                El vídeo finalitza posant en relleu que la llum és molt més ràpida que el so, ja que viatja un milió de vegades més de pressa i té longituds d’ona molt més curtes.

### «Deeper, Deeper, Deeper Still»
En aquest episodi mostra el cosmos a escala microscòpica i atòmica. Mostra els micro-organismes que viuen en un gota de rosada, com els paramecis i els tardígrads. Explica com les plantes usen la fotosíntesi, mitjançant els cloroplasts i la llum del sol converteixen el diòxid de carboni i l'aigua en oxigen i sucres.
Tyson explica com Tales i Demòcrit, filòsofs grecs, ja van postular que la matèria estava formada de combinacions d'àtoms. Explica com el carboni forma els blocs bàsics per donar lloc a la vida a la Terra. Explica com els àtoms estan formats per protons, neutrons i electrons i com s'esdevé la fusió nuclear a les estrelles, i com en aquests processos es creen neutrins que travessen la matèria sense interactuar-hi i són pràcticament indetectables. Per a detectar-los s'uses piscines subterrànies amb detectors especials com el Super-Kamiokande, d'aquesta manera es van detectar els neutrins de la supernova SN 1987A tres hores abans que arribés la llum de l'estrella moribunda. Tyson explica que encara hi ha neutrins provinents del big-bang.

### «The Clean Room»

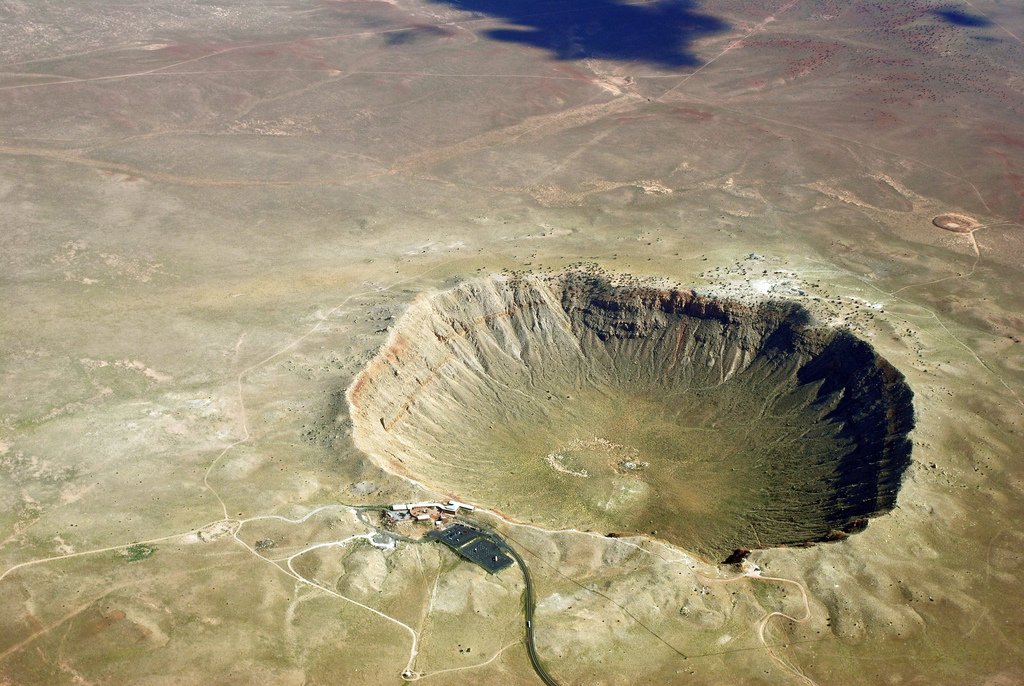
El Meteor Crater, a Arizona es va fer servir per estimar l'edat de la Terra.

En aquest episodi s'explica com es va determinar l'edat de la Terra. Tyson explica com la Terra es va formar per l'agrupació de matèria alguns milions d'anys després de la formació del Sol, com que la Terra és geològicament viva els científics poden utilitzar els estrats de roca per determinat fets geològics, fins a pocs milions d'anys. Per a determinar l'edat de la Terra s'han d'analitzar restes de meteorits, com el Meteor Crater d'Arizona, que provenen del cinturó d'asteroides que es va formar al mateix temps que la Terra.
El treball de Clair Cameron Patterson, comptant acuradament les partícules de plom i zirconi del Meteor Crater i coneixent el període de semidesintegració de l'urani en plom, van servir per calcular l'edat de la Terra; aproximadament 4.500 milions d'anys.
Per tal d'evitar contaminacions pel plom de l'ambient es van haver de construir les primeres cambres ultra netes. Patterson va investigar d'on provenia aquesta contaminació per plom ambiental i va descobrir que era una contaminació molt recent provinent del tetraetilplom usat com a additiu a la gasolina, i que era un neurotòxic potent, finalment va aconseguir que el govern poses restriccions a l'ús del plom. Tyson acaba recordant que altres científics també estudien la natura per detectar problemes similars.

### «Sisters of the Sun»

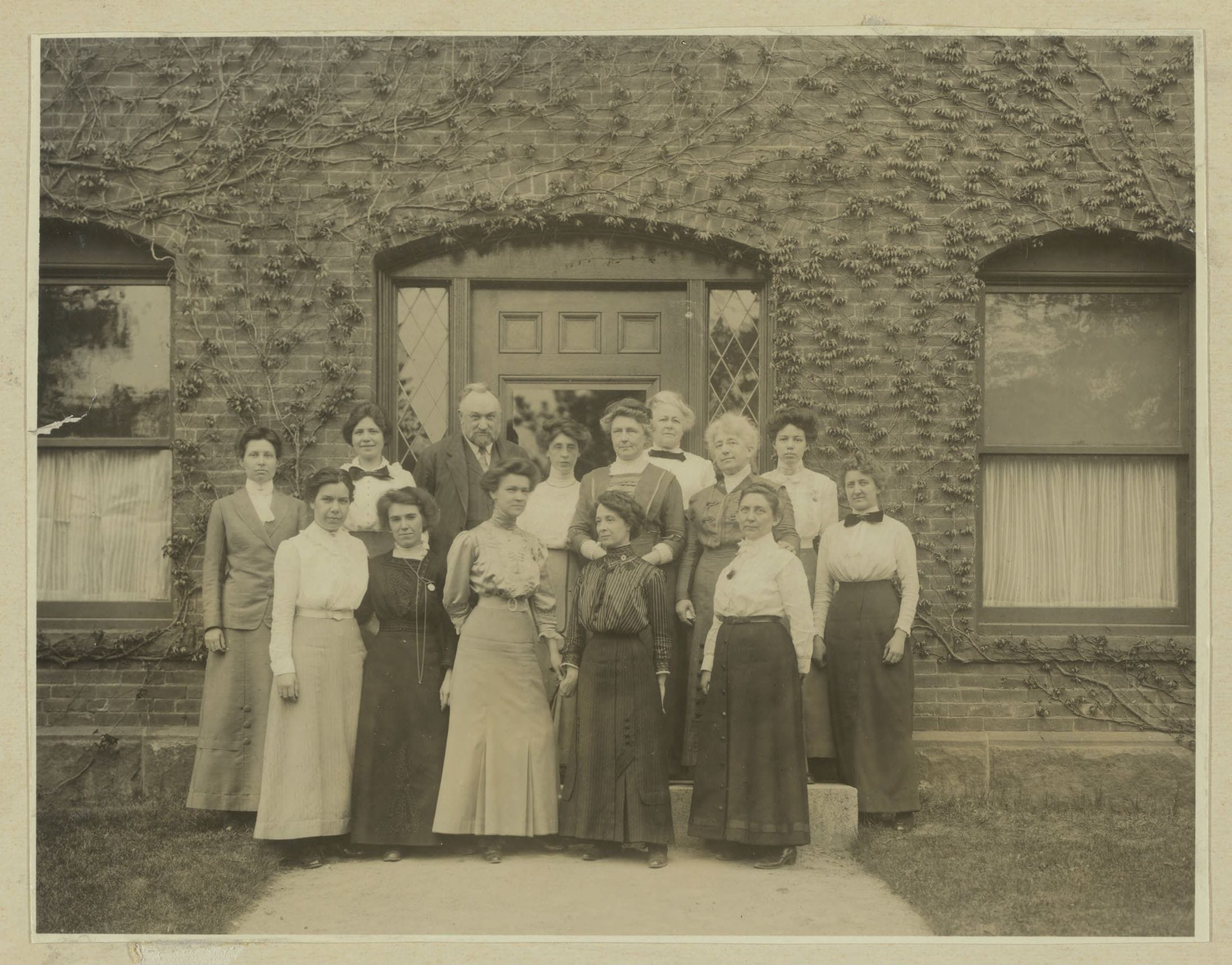
Les Harvard Computers que van ajudar a classificar els tipus d'estrelles

Aquest episodi explica la composició de les estrelles i el seu destí en milers de milions d'anys. Tyson descriu com els primers humans identificaven les estrelles utilitzant les constel·lacions, les quals relacionaven amb diversos mites i creences, com les Plèiades. Explica com Edward Charles Pickering capturava l'espectre de milers d'estrelles simultàniament, i el grup de dones científiques (conegues com Harvard Computers o l'Harem de Pickering) que catalogaven els espectres.
En aquest equip hi havia Annie Jump Cannon, que va desenvolupar un sistema de classificació estel·lar, i Henrietta Swan Leavitt que va descobrir com mesurar la distància d'una estrella a la Terra a través del seu espectre, i que més tard es va utilitzar per a identificar altres galàxies. Posteriorment es va unir Cecilia Payne i amb la seva tesi va ser capaç de determinar la composició i temperatura de les estrelles.
Tyson explica el cicle de vida de les estrelles, que neixen de núvols interestel·lars. Explica com les estrelles com el Sol mantenen la seva mida a causa del conflicte entre la força de la gravetat, que atrau els gasos al seu interior, i la força d'expansió dels gasos provinents de les reaccions de fusió al seu nucli. A mesura que el Sol es faci més vell, anirà esdevenint més calent i brillant fins al punt que l'equilibri entre aquestes forces es trenqui, de manera que primer s'expandirà fins a ser una gegant vermella, i després col·lapsarà en una nana blanca.
Explica que estrelles més grans poden donar lloc a formes de la matèria encara més col·lapsades, creant noves i supernoves depenent de la seva mida, i finalment púlsars. Les estrelles massives poden col·lapsar en forats negres. Tyson acaba explicant com tota la matèria de la Terra està feta del mateix que les estrelles i que la llum i l'energia d'aquestes és el que impulsa la vida.

### «The Lost Worlds of Planet Earth»

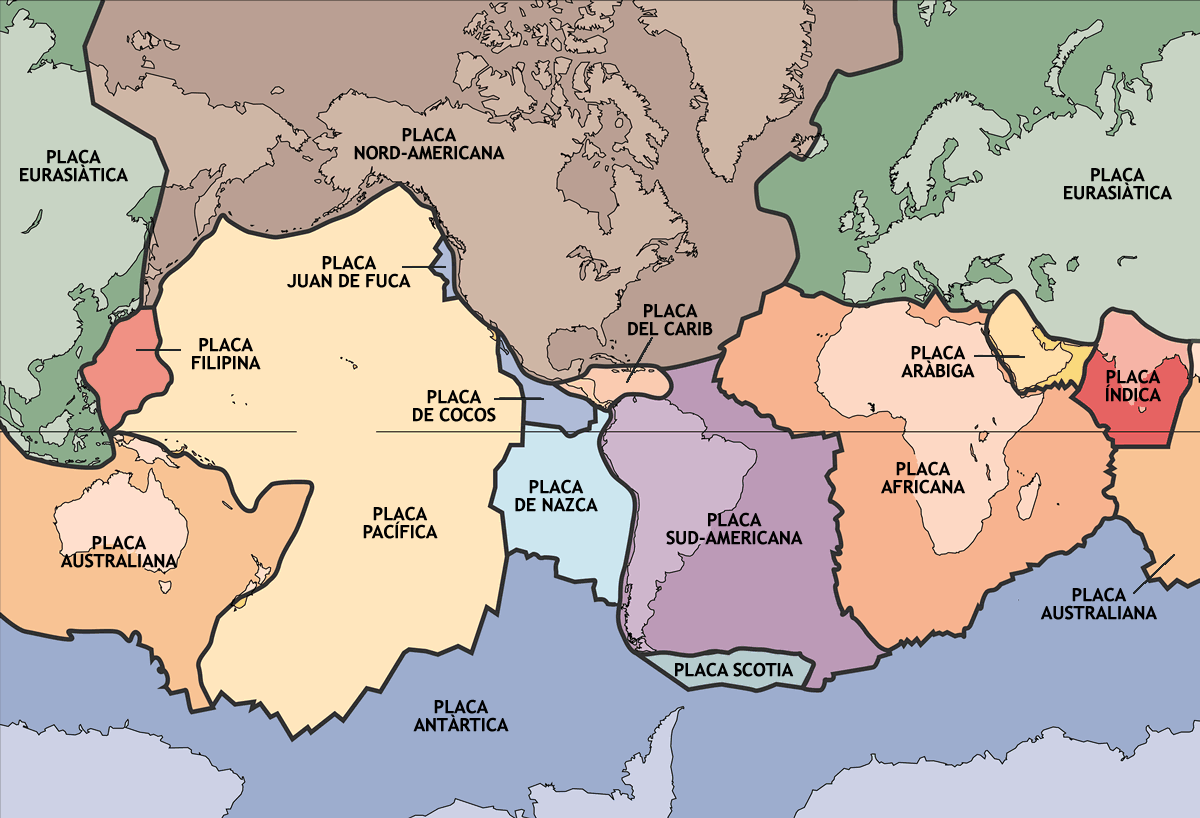
Una imatge de la tectònica de plaques

Aquest episodi explora la paleografia de la Terra al llarg de milions d'anys, i l'impacte que ha tingut per la vida al planeta. Comença explicant com al Carbonífer (fa 300 milions d'anys) van evolucionar els arbres rics en lignina, la qual no era digerible per cap ser viu d'aquell moment, de manera que s'anava acumulant formant carbó. Uns 50 milions d'anys després, l'activitat volcànica va començar a cremar aquest carbó i es va alliberar molt diòxid de carboni i components acídics, creant un efecte hivernacle que va escalfar els oceans i va fer que el metà retingut als fons oceànics s'alliberés, provocant més escalfament encara, i tot això va portar a l'extinció del Permià-Triàsic, que va matar un 90% de les espècies.
Tyson explica com la tectònica de plaques és la que dona forma a la superfície de la Terra. Científics com Abraham Ortelius van proposar que les grans masses de terra havien estat connectades en el passat, Alfred Wegener va proposar la hipòtesi del super-continent Pangea i la deriva continental, ben al contrari dels ponts entre continents que es van inundar, que era la idea prevalent d'aquell temps, i Bruce C. Heezen i Marie Tharp que van descobrir la dorsal mesoatlàntica que reforçava la teoria de la tectònica de plaques. Tyson descriu com l'escorça terrestre flota sobre el mantell, el qual es mou a causa del moviment i escalfor del nucli intern i extern de la Terra.
Tyson explica com l'impacte d'un asteroide va iniciar l'extinció del Cretaci-Paleogen, que va acabar amb els dinosaures i va permetre que els mamífers es convertissin en els vertebrats terrestres dominants, preparant d'aquesta manera el camí per a una futura evolució dels humans.
També explica esdeveniments geològics més recents com la formació de la mar mediterrània a causa del trencament de la presa natural a l'estret de Gibraltar que va fer que l'oceà atlàntic inundés el que era un desert donant lloc al mar actual. Explica com la formació de l'istme de Panamà va trencar el flux d'aigua entre l'oceà atlàntic i el pacífic, i com això va provocar grans canvis en el clima, com ara convertir grans extensions de prats exuberants a l'Àfrica en planícies àrides, esperonant l'evolució dels mamífers que vivien als arbres. També explica com la influència de planetes com Júpiter i Saturn van tenir petits efectes en la inclinació i la rotació de la Terra, creant les diverses edats de gel i com aquestes van influir en el comportament nòmada dels humans primerencs. Després de les edats de gels va venir un període més càlid, on encara estem actualment, que va propiciar que els humans es fessin sedentaris i sorgissin les primeres civilitzacions.
Tyson acaba remarcant que la tectònica de plaques continua activa i que els continents actuals poden canviar de forma i posició, i que pot haver una altra extinció massiva provocada per l'escalfament global "els dinosaures no van veure venir l'asteroide que va acabar amb ells, quina és la nostra excusa?".

### «The Electric Boy»

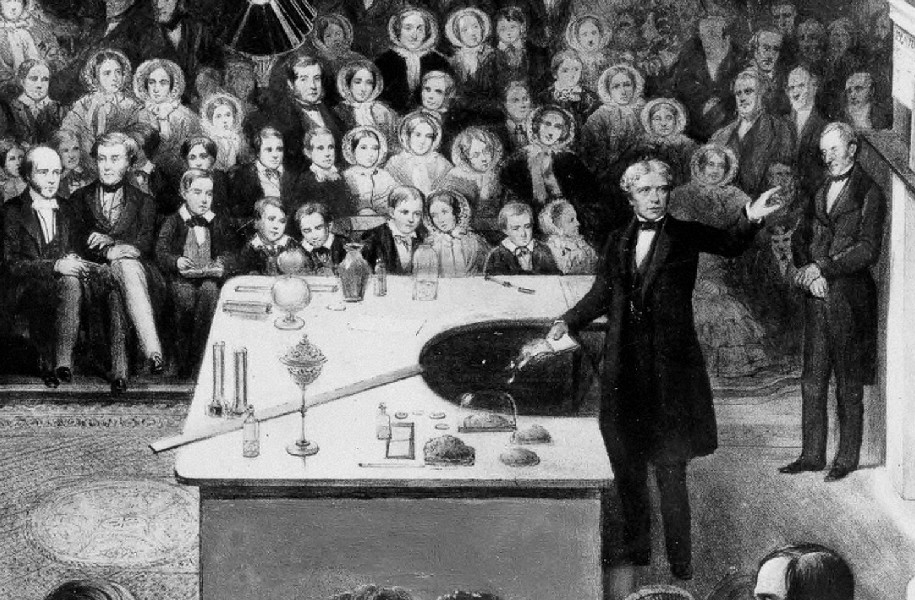
Michael Faraday presentant els seus experiments amb l'electromagnetisme a la Royal Institution Christmas Lectures, 1856

Aquest episodi explora l'electromagnetisme i com va ser descobert amb el treball de Michael Faraday. Tyson explica que la idea que hi havia una altra força de la natura, similar a la força gravitacional, ja va ser postulada anteriorment per Newton. S'explica que Faraday provenia d'orígens molt humils, a diferència dels científics de l'època, i com va interessar-se a estudiar l'electricitat després de llegir llibres i assistir a les conferències d'Humphry Davy a la Royal Institution. Davy va veure les seves extenses anotacions i el va contractar com a secretari i assistent de laboratori.
Davy i el químic William Hyde Wollaston no se'n van sortir de crear moviment a partir de l'electricitat, però Faraday sí que va poder crear el primer motor elèctric aplicant electricitat alineada amb un imà. Davy, envejós de l'èxit de Faraday i perquè aquest no continués la seva recerca, el va enviar a millorar la qualitat dels vidres òptics. Quan Davy va morir, Faraday va tornar a estudiar l'electromagnetisme i va crear el primer generador elèctric inserint un imà en una bobina de filferros.
Faraday va descobrir que l'electricitat i el magnetisme estaven connectats per camps invisibles i va postular que la llum també podria estar lligada a aquestes forces. Utilitzant una mostra del vidre òptic que Davy li va fer crear, Faraday va descobrir que aplicant un camp magnètic es podia afectar la polarització de la llum que passava per una mostra de vidre (un material dielèctric), donant lloc al que ara es coneix com a efecte Faraday i connectant les tres forces; electricitat, magnetisme i llum. Faraday també va postular que aquests camps de força també existeixen al planeta, és el que ara coneixem com el camp magnètic de la Terra generat per la rotació del ferro fos del nucli intern.
Els treballs de Faraday van ser rebutjats inicialment per la comunitat científica perquè no estaven desenvolupats matemàticament (Faraday mai va tenir aquesta formació de base), però posteriorment en James Clerk Maxwell, de bona família i amb una bona educació, va treballar en les teories de Faraday i va crear les equacions de Maxwell que les validaven. Els seus esforços combinats van crear la base de la ciència que actualment impulsa les comunicacions modernes.

### «The Immortals»
Aquest episodi versa sobre com es pot haver desenvolupat la vida a la Terra i la possibilitat que hi hagi vida en altres planetes. Tyson explica com el desenvolupament de sistemes d'escriptura va permetre la transmissió d'informació a través de les generacions, descriu com la princesa Enheduanna fa 2280 aC va ser de les primeres a signar els seus treballs, i com les històries del Gilgamesh es van escampar i modificar, inclosa la descripció de Utnapishtim d'una inundació molt similar a la que es descriu a l'arca de Noé. Tyson descriu com l'ADN, de manera similar, recull la informació per propagar la vida, i postula les teories de com es va originar la vida a la Terra, incloent la del brou primitiu o l'origen per les col·lisions de meteorits amb vida d'altres planetes, la panspèrmia. Amb relació a aquest últim cas, explica com la comparació de la composició del meteorit de Nakhla de 1911 amb els resultats recollits pel programa Viking van demostrar que el material provinent del planeta Mart podia arribar a la Terra. També es destaca l'habilitat d'alguns microbis per sobreviure a les dures condicions de l'espai. Amb els moviments dels sistemes solars a la galàxia, al llarg de milers de milions d'anys, la vida es podria haver propagat entre planetes d'aquesta manera.
Tyson es pregunta si pot haver-hi vida en altres planetes. Explica com el projecte Diana, el 1940, va mostrar com les ones de ràdio podien viatjar per l'espai, i com totes les transmissions de la humanitat continuen radiant cap a l'espai des del nostre planeta. Des d'aquest projecte s'ha buscat senyals similars que ens puguin arribar d'altres sistemes solars i que podrien provenir d'altres civilitzacions. Tyson també destaca que és difícil que diferents civilitzacions extraterrestres puguin coincidir en el mateix temps, ja que aquestes poden desaparèixer per explosions de supernoves, desastres naturals o autodestruïdes per guerres. Tyson postula que la probabilitat més gran per trobar altres civilitzacions és en galàxies el·líptiques que tenen les estrelles més velles com les nanes vermelles. Tyson acaba explicant que la intel·ligència humana ben aplicada ens hauria de permetre evitar aquests desastres i que la nostra espècie pugui migrar a altres planetes abans que el Sol es transformi en una gegant vermella.

### «The World Set Free»
En aquest episodi es parla de l'efecte hivernacle, descobert per Joseph Fourier i Svante Arrhenius, i les proves que demostren que l'escalfament global prové de l'activitat humana. Tyson descriu la història del planeta Venus, basant-se en les lectures de les sondes Venera, inicialment tenia atmosfera i oceans, però a causa de l'alliberament de diòxid de carboni de les erupcions volcàniques es va generar un efecte hivernacle que va anar creixent augmentant la temperatura i evaporant els oceans, i deixant el planeta actual amb una atmosfera molt densa de diòxid de carboni i amb núvols de diòxid de sofre i àcid sulfúric.
Tyson destaca que el clima de la Terra depèn molt de la quantitat de diòxid de carboni a l'atmosfera, degut a l'efecte hivernacle, i com els nivells han anat augmentant des de començaments del segle xx. També hi ha diòxid de carboni provinent de les erupcions volcàniques, però s'ha demostrat (ja que té una composició isotòpica característica) que és una quantitat ínfima respecte a la provinent del consum humà de petroli, carbó i gas. L'augment de diòxid de carboni ha portat un increment de les temperatures, que al seu lloc han contribuït al desgel dels casquets polars i la descomposició del permafrost alliberant encara més diòxid de carboni.
Tyson explica que hi ha una font d'energia inesgotable que és la solar, i com els humans hem trobat maneres d'aprofitar-la, com el motor solar d'Augustin Mouchot al segle xix, o el generador de vapor de Frank Shuman el 1910. En ambdós casos les investigacions no van anar més enllà a causa de l'aparició de carbó barat i el descobriment del petroli, que eren molt més econòmics. Actualment, amb sistemes d'energia solar i eòlica es podria recollir l'energia del sol fàcilment. Tyson compara la motivació i repte del canvi a aquestes formes d'energia neta amb els esforços de la cursa espacial que ens van portar a la Lluna, i emfatitza que no és massa tard per a la humanitat per a corregir el seu rumb.

### «Unafraid of the Dark»

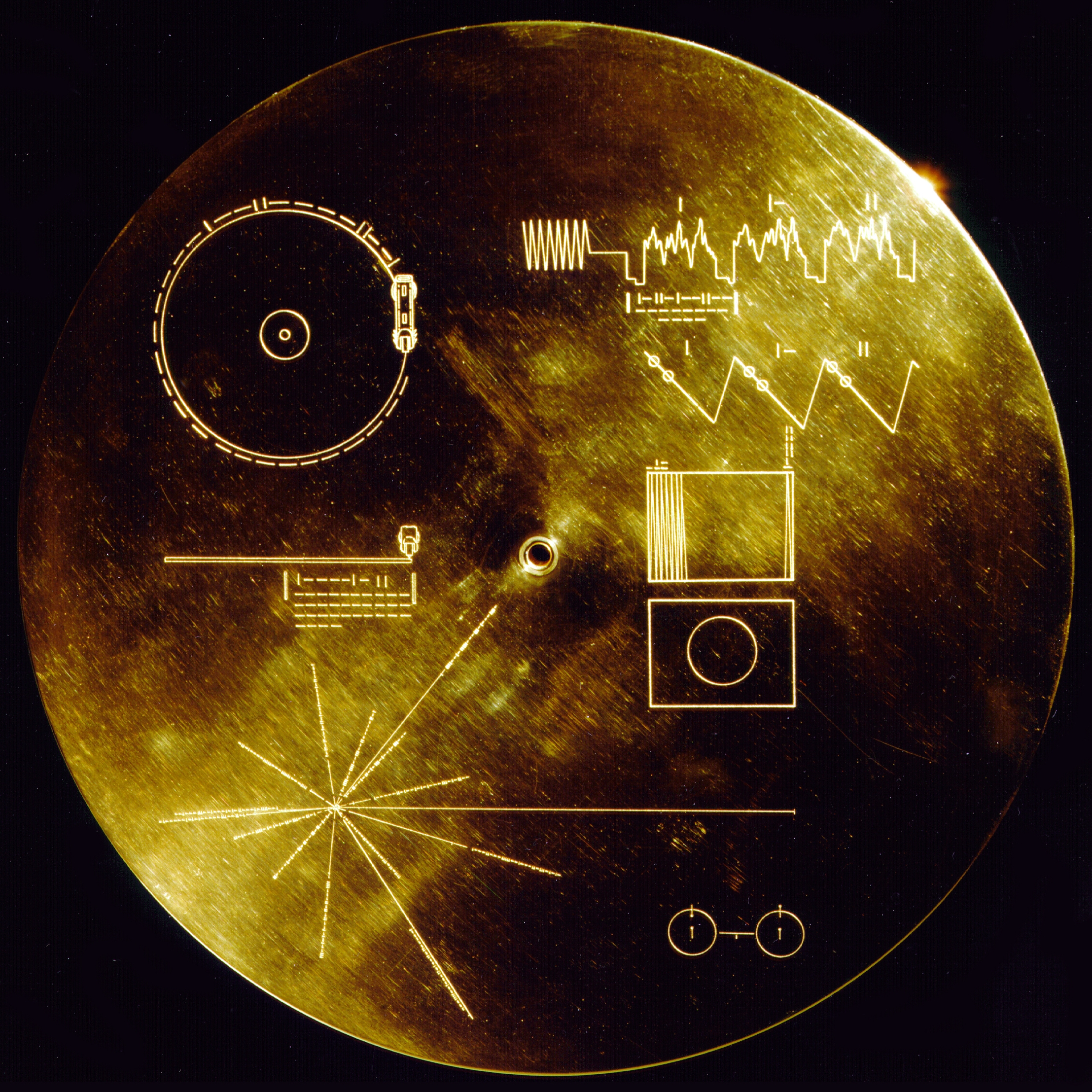
Portada del disc el Sons de la Terra - GPN-2000-001978

Tyson explica com amb la destrucció de la Biblioteca d'Alexandria es va perdre molt del coneixement de la humanitat que s'havia recopilat fins aquell moment. I com la humanitat es continua esforçant a descobrir nous fets sobre l'univers i el que encara falta per descobrir.
Tyson explica el descobriment dels raigs còsmics per Victor Hess, amb els seus vols en globus a grans alçàries va observar com la radiació augmentava a mesura que s'anava allunyant del sòl. Fritz Zwicky va postular que aquests raigs còsmics provenien de les supernoves i no de la radiació electromagnètica, estudiant les supernoves també va estimar el moviment aproximat de les galàxies per l'univers. Els seus càlculs suggerien que hi havia d'haver més matèria a l'univers que la que era observada aparentment, i la va anomenar matèria fosca. No es va fer cas a Zwicky fins que Vera Rubin va confirmar la seva teoria observant que la rotació de les estrelles dels extrems de les galàxies no seguien el comportament esperat si no es tenia en compte la matèria fosca. Més endavant això va portar al descobriment de l'energia fosca per Edwin Hubble, la qual seria responsable de la velocitat d'expansió de l'univers, superior a la que s'esperaria tenint en compte la matèria visible i la matèria fosca.
Tyson descriu els viatges interestel·lars amb les dues sondes Voyager. A més d'identificar diferents característiques dels planetes del sistema solar, la Voyager 1 va demostrar recentment l'existència de l'heliosfera, un camp variable que protegeix el sistema solar dels vents interestel·lars. Tyson descriu com Carl Sagan va participar en la creació del disc d'or de les Voyager que conté la posició de la Terra a l'Univers, i sons i imatges representant la varietat de vida i cultures que hi ha a la Terra, en un disc fet per durar milers d'anys amb l'esperança d'arribar a alguna altra civilització. També va convèncer el director del programa perquè la Voyager 1 fes una foto a la Terra quan ja es trobava fora de l'òrbita de Neptú, creant la famosa imatge del punt blau pàl·lid. Tyson acaba emfatitzant el missatge de Carl Sagan sobre la condició humana en la immensitat del cosmos, i encoratjant als espectadors a continuar explorant i descobrint tot el que l'univers té per oferir.